# Kanton Le Creusot-Est
Le Creusot-Est is een voormalig kanton van het Franse departement Saône-et-Loire. Het kanton maakte deel uit van het arrondissement Autun. Het werd opgeheven bij decreet van 18 februari 2014, met uitwerking op 22 maart 2015.

## Gemeenten
Het kanton Le Creusot-Est omvatte de volgende gemeenten:
- Le Breuil
- Le Creusot (deels, hoofdplaats)
- Saint-Firmin
- Saint-Sernin-du-Bois